# Metateoria
Una metateoria o meta-teoria è una teoria della quale il soggetto è una teoria. Tutti i campi di ricerca condividono alcune meta-teorie, indipendentemente dal fatto che queste siano esplicite o corrette. In un senso più ristretto e specifico, nella matematica e nella logica matematica, metateoria significa una teoria matematica circa un'altra teoria matematica.

Quanto segue è un esempio di affermazione meta-teoretica:
Le indagini meta-teoretiche fanno generalmente parte della filosofia della scienza. Anche la metateoria è oggetto di interesse per l'area nella quale la teoria dell'individuo è concepita.

## Tassonomia
Esaminando gruppi di teorie correlate, una prima constatazione potrebbe essere quella di identificare delle classi di teorie, specificando in tal modo una tassonomia di teorie.

## In matematica
Il concetto si diffuse fortemente sulla scena della filosofia del XX secolo come il risultato del lavoro del matematico tedesco David Hilbert, il quale nel 1905 pubblicò una proposta per la prova della coerenza e della completezza della matematica, creando il campo della metamatematica. Le sue speranze per il successo di queste prove furono distrutte dal lavoro di Kurt Gödel, che nel 1931, usò i suoi teoremi dell'incompletezza per dimostrare che questo obiettivo di coerenza e completezza era irraggiungibile. Ciononostante, il suo programma di problemi matematici irrisolti, dal quale nacque, questa proposta matematica, continuò ad influenzare la direzione della matematica per il resto del XX secolo.
Lo studio della metateoria si diffuse durante il resto di quel secolo tramite la sua applicazione in altri campi, soprattutto nella linguistica scientifica e nel suo concetto di metalinguaggio.